# Reba Buhr
Reba Buhr (7 novembre 1987) è una doppiatrice statunitense attiva dal 2010.

## Doppiaggio

### Animazione
- Numi Tahiro in Knights of Sidonia (2014-2015)
- Liu Shenmei in Kuromukuro (2016)
- Miko Yanase in The Asterisk War (2016-2017)
- Ponzu, Podungo Lapoy, Coco Loo in Hunter × Hunter (2016-2019)
- Fuku in Blame! (2017)
- Jennifer Record in ID-0 (2017)
- Clovis in Zak Storm (2017-2018)
- Nikotama in Hi Score Girl (2018)
- Ryoko Naoe in Sirius the Jaeger (2018)
- Ginshu in Children of the Whales (2018)
- Sasha, Athena in I Cavalieri dello zodiaco - The Lost Canvas - Il mito di Ade (2018)
- Shion Soryuin, Rino Kurayoshi, Elena Robinson in Kengan Ashura (2019)
- Bobbie Blobby in Power Players (2019-2021)
- Nikaidō in Dorohedoro (2020)
- Nimfa Dimaano in Hayop Ka! (2020)
- Marie Itami in BNA: Brand New Animal (2020)
- Aphrodite, Castor in Record of Ragnarok (2021-2023)
- Black Trike, Jessica in Black Rock Shooter:Dawn Fall (2022)
- Wolbach/Funifura in Konosuba! - This Wonderful World (2023)
- Riko Amanai in Jujutsu kaisen - Sorcery Fight (2023)
- Rose Lavillant, Juleka Couffaine in Miraculous - Le storie di Ladybug e Chat Noir(2018-),Miraculous - Le storie di Ladybug e Chat Noir: Il film (2023)
- Sawako Otawara in The Grimm Variations (2024)

### Videogiochi
- Misty in Pokémon Masters EX (2019)
- Jill in Fire Emblem Heroes (2020)
- Aoi Kanzaki in Demon Slayer - Kimetsu no yaiba (2020-)
- Naori in Tales of Arise (2021)
- Ritsuko Enshu in AI: The Somnium Files - nirvanA Initiative (2022)
- Ivy in Fire Emblem:Engage (2023)
- Voci aggiuntive in Octopath Traveler II (2023)
- Charteuse e voci aggiuntivein Armored Core VI: Fires of Rubicon (2023)